# Grad Mala vas
Grad Mala vas je dvorec v zaselku Mala vas, ki spada h Knežji vasi v Občini Trebnje. Znan je kot rojstni kraj slovenskega škofa in misijonarja v Ameriki Friderika Barage.
Dvorec, ki ima dejansko podobo premožne dolenjske kmečke hiše, stoji danes na ozemlju Lahove domačije in je edina še stoječa zgradba nekdanje vasi Mala vas, v virih prvič izpričane leta 1471. Postavljen je bil najbrž sredi 16. stoletja. V dvorcu se je 10. ali 11. aprila 1721 rodil Maks Morautscher (tudi Maksimilijan), profesor fizike v Ljubljani in eden od utemeljiteljev Slovenske filharmonije. Dve leti pozneje je prešel v last družine Jenčič. S hčerjo edinko Marijo Katarino Jožefo se je poročil podjetni vdovec Janez Nepomuk Baraga. V njunem zakonu se je 29. junija 1797 rodil Friderik Baraga. Družina se je dve leti po Friderikovem rojstvu preselila v Grad Trebnje, dvorec v Mali vasi pa so prodali ljubljanskemu stavbeniku Santu Treu (1775–1833), čigar sin, Santo Treo mlajši (1805–1869) je bil prvi župan Dobrniča in poslanec v Kranjskem deželnem zboru. Baraga je rojstno hišo obiskal leta 1854, ob vrnitvi v Evropo. Stavba je ostala v lasti družine Treo do leta 1919, ko je bila prodana družini Lah iz Komende na Gorenjskem.
Stavba je danes obnovljena, v njej je urejena Friderikova rojstna soba, opremljena z najbrž prvotnim pohištvom, in spominska soba, kjer so razstavljeni predmeti, zemljevidi in slike, ki predstavljajo predvsem njegovo misijonsko življenje med Indijanci v Ameriki.
Dvorec je tudi ena izmed postaj Baragove poti.